# Telemarkové lyžování
Telemarkové lyžování je lyžařský styl, který vznikl v druhé polovině 19. století v norském kraji Telemark. Tehdy ještě neexistovaly speciální sjezdové lyže a vázání, proto Sondre Norheim přišel na způsob, jak bezpečně sjíždět z kopců na běžkách s volnou patou. Jeho technika spočívala v širokých obloucích, které vykresloval přesunutím váhy, když pokrčil nohu a předsunul vnější lyži před vnitřní. Později vedla snaha o rychlejší jízdu k vývoji pevného vázání a telemark upadl v zapomenutí, udržel se pouze ve skokanské terminologii jako označení předpisového dopadu do pokleku. Až v sedmdesátých letech 20. století nastala renesance telemarkové techniky díky její přirozenosti, která působí elegantně a nezatěžuje tolik klouby jako alpský styl. Začaly se pořádat různé soutěže včetně mistrovství světa, které roku 1995 přešlo pod patronát Mezinárodní lyžařské federace, v březnu 2015 se na Dolní Moravě uskutečnilo první mistrovství České republiky.
Závody Světového poháru bývají ke zhlédnutí v online přenosu na internetu a dle možností také na televizní stanici Eurosport a NRK. Český telemarkový tým se pravidelně účastní Světového poháru a Mistrovství světa a je sdružen pod svazem lyžařů České republiky.